# Marjory Edwards
Marjory Edwards   (Liverpool, 1891 - Hampstead, 4 de gener de 1918) va ser una infermera britànica del Voluntary Aid Detachment (VAD, Destacament d'ajuda voluntària), qui va servir a la Societat Britànica de la Creu Roja durant la Primera Guerra Mundial. Edwards va servir tres anys i mig a Gran Bretanya i França, i va morir de xarampió a Anglaterra el 4 de gener de 1918.
El seu nom apareix en el memorial de guerra de Streatley, Berkshire, i és estrany veure el nom d'una dona en un monument commemoratiu de la Primera Guerra Mundial.

## Joventut i serveis durant la Primera Guerra Mundial
Marjory Eva May Edwards va néixer a Liverpool el 1891. Era la filla gran de John Henry Edwards i Isabel Mary Jane Edwards, i va ser batejada a l'església de St Catherine's, Liverpool el 21 de novembre de 1891.
A l'esclat de la Primera Guerra Mundial l'agost de 1914, Edwards va començar a treballar per a la Societat Britànica de la Creu Roja, primer exercint com a infermera al VAD (Destacament d'ajuda voluntària) a l'Hospital de campanya de Goring-on-Thames, el poble que hi ha al costat de la seva llar de Streatley, Berkshire (Anglaterra).
Dos anys més tard, el novembre de 1916, Edwards (en aquell moment tenia 24 anys) va començar a servir a l'hospital militar de Rouen (França). L'agost de 1917 i després de gairebé un any de servei a l'estranger, Edwards va tornar a Gran Bretanya a causa d'una mala salut. Ella no va tornar a recuperar totalment la salut, però va tornar al servei hospitalari del 2n hospital general del London General Hospital de Chelsea, Londres, on va servir durant un mes (entre finals de setembre i finals d'octubre de 1917). Aquí va contraure el xarampió i després va morir per complicacions relacionades el 4 de gener de 1918, al North Western Hospital de Hampstead, Londres, amb només 26 anys i després de tres anys i migs de servei d'infermeria.
La seva cartilla del servei militar no proporciona cap més detall del seu servei. Un diari local, el Reading Observer, va assenyalar la seva mort: «la seva pèrdua és sentida profundament pels seus companys de treball i per molts amics tant a Goring com a Streatley, on era universalment estimada».

## El seu llegat
El seu nom apareix (com Marjory E. M. Edwards, V.A.D. British Red Cross Society) en el memorial de guerra de Streatley, Berkshire, i és estrany veure el nom d'una dona en un monument commemoratiu de la Primera Guerra Mundial.

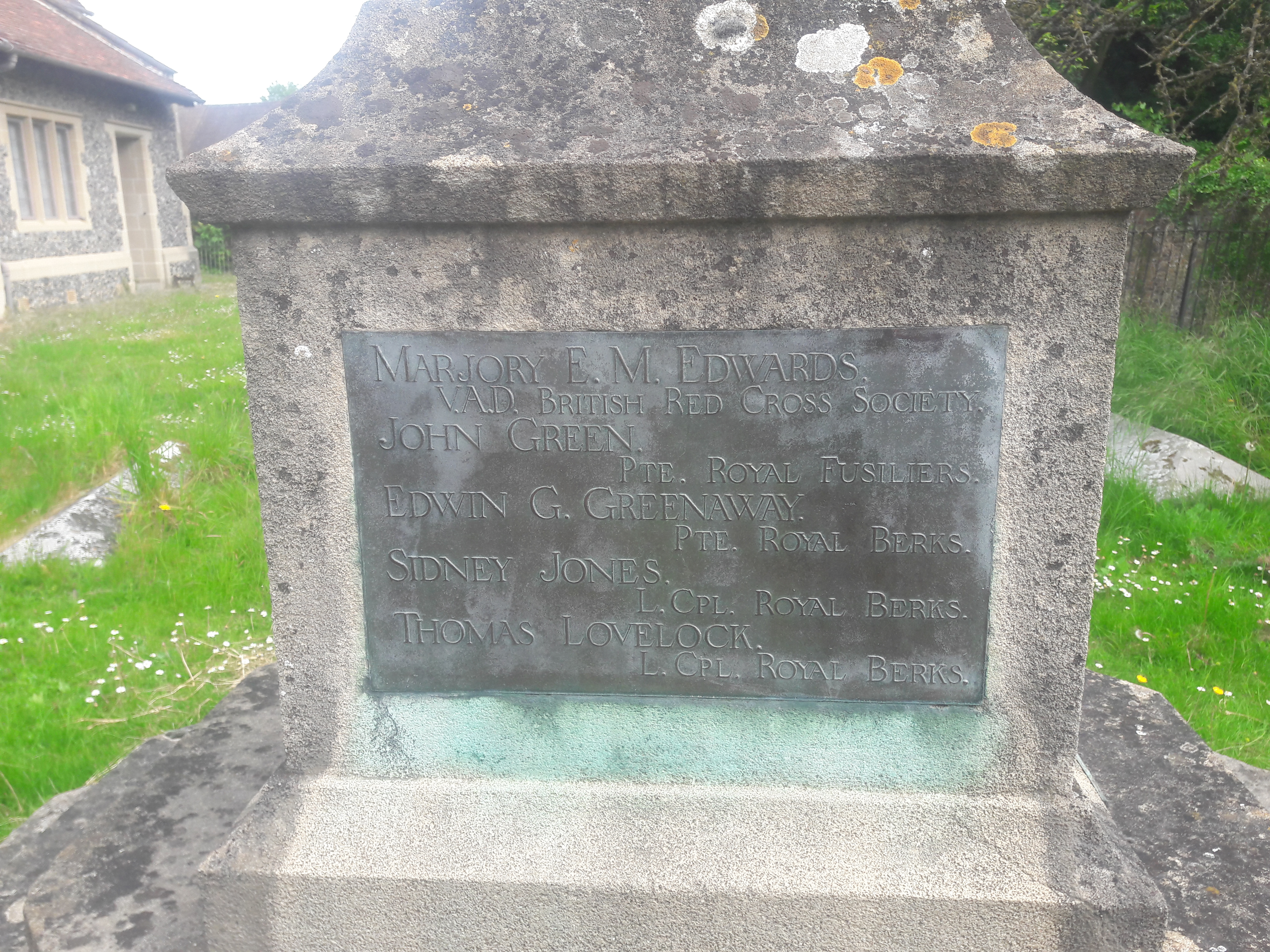
Memorial de guerra de Streatley, Berkshire (Anglaterra)